# Polock
Polock, bělorusky Polack je historické město v severním Bělorusku, ve vitebské oblasti v místě, kde se do Západní Dviny vlévá říčka Polota. Od ní se odvozuje i jméno města. Poprvé se připomíná k roku 862 a ve středověku bylo sídlem mocných polockých knížat. Západně od města leží satelitní město Novopolock.

## Historie
Pověst dávných let zmiňuje Polock k roku 862 a od 10. do 12. století byl sídelním městem polockých knížat, kteří ovládali podstatnou část dnešního Běloruska. Nejmocnější z nich Vseslav Brjačislavič vládl v letech 1044–1101 a pamětní nápis jeho syna Borise je dodnes na velkém balvanu u chrámu Svaté Sofie. Polock byl sídlem biskupa, původní katedrála byla postavena v letech 1044–1066, a v letech 1120–1173 žila v Polocku řeholnice Eufrosina Polocká, která zakládala kláštery, opisovala knihy a podporovala umění. Zachovala se církevně slovanská kázání biskupa Cyrila Turavského (1130–1182).
Roku 1240 Polock podrobila litevská knížata a roku 1307 jej anektoval litevský velkokníže Vytenis. Kolem roku 1490 se zde narodil první běloruský tiskař František Skorina (Skaryna), který své překlady biblických knih tiskl v Praze. Roku 1498 přijalo město Magdeburské právo a v Republice obou národů od 1569 bylo sídlem vévody. Polock se stal místem ostrých politicko-náboženských střetů mezi ruským pravoslavím a litevskými uniaty. Roku 1563 Polock dobyl car Ivan Hrozný, ale o 15 let později zase ztratil. Štěpán Báthory zde roku 1580 založil jezuitskou kolej, jejímž prvním rektorem se stal Petr Skarga. Při prvním dělení Polska roku 1772 připadl Polock Rusku a ztratil na významu, roku 1812 za napoleonských válek se blízko města odehrály dvě bitvy.
Když roku 1941 Polock dobyla německá armáda, žilo zde asi 45 tisíc obyvatel, z toho asi 60 % Židů; přežilo jich jen asi 550, ostatní byli vyvražděni. Podle Ottova slovníku zde bylo 23 synagog, z nichž žádná nezůstala. Při osvobozování v roce 1944 bylo město téměř úplně zničeno a po válce muselo být vystavěno znovu, zčásti jako satelitní Novopolock.

## Ekonomika a doprava
V Polocku je řada průmyslových závodů jako výroba skleněných vláken a velké potravinářské a dřevozpracující závody.
Polock má civilní letiště a je důležitým dopravním uzlem. Má přímé železniční spojení s Gomelem, Minskem, Moskvou, Rigou, Vilniusem, Vitebskem a dalšími městy. Pravidelné autobusové spojení do Minsku, Petrohradu, Rigy, Vitebska aj. Polock je také důležitý uzel ropovodů.

## Pamětihodnosti
- Chrám svaté Sofie, založený v letech 1030–1060, současně s chrámy v Kyjevě a v Novgorodě. Od roku 1596 byl uniatský, roku 1705 jej obsadilo ruské vojsko Petra Velikého a umístilo do něho sklad prachu, který roku 1710 vybuchl a budovu zničil. V letech 1738–1750 byl postaven nový barokní chrám se dvěma věžemi, od roku 1839 pravoslavný, který byl roku 1924 proměněn v muzeum. Za války byl těžce poškozen a po roce 1990 obnoven a přestavěn. Slouží jako muzeum a koncertní síň. Před chrámem je jeden z tzv. Borisových kamenů s kříži a nápisy z 11. století.
- Klášter svaté Efrosiny Polocké, založený 1128, s kostelem Proměnění Páně z roku 1161 a dalšími budovami z 19. století. V srpnu 2011 tým expertů nalezl fresku českého světce svatého Václava (907–935). Jde zřejmě o jeho jediné vyobrazení v pravoslavném kostele na území Ruska, Ukrajiny nebo Běloruska.
- Bývalý Bogojavlenský klášter z 18. století, budova bývalé jezuitské koleje a další.

## Partnerská města
- Elektrostal, Rusko
- Mingačevir, Ázerbájdžán
- Šumperk, Česko

## Galerie

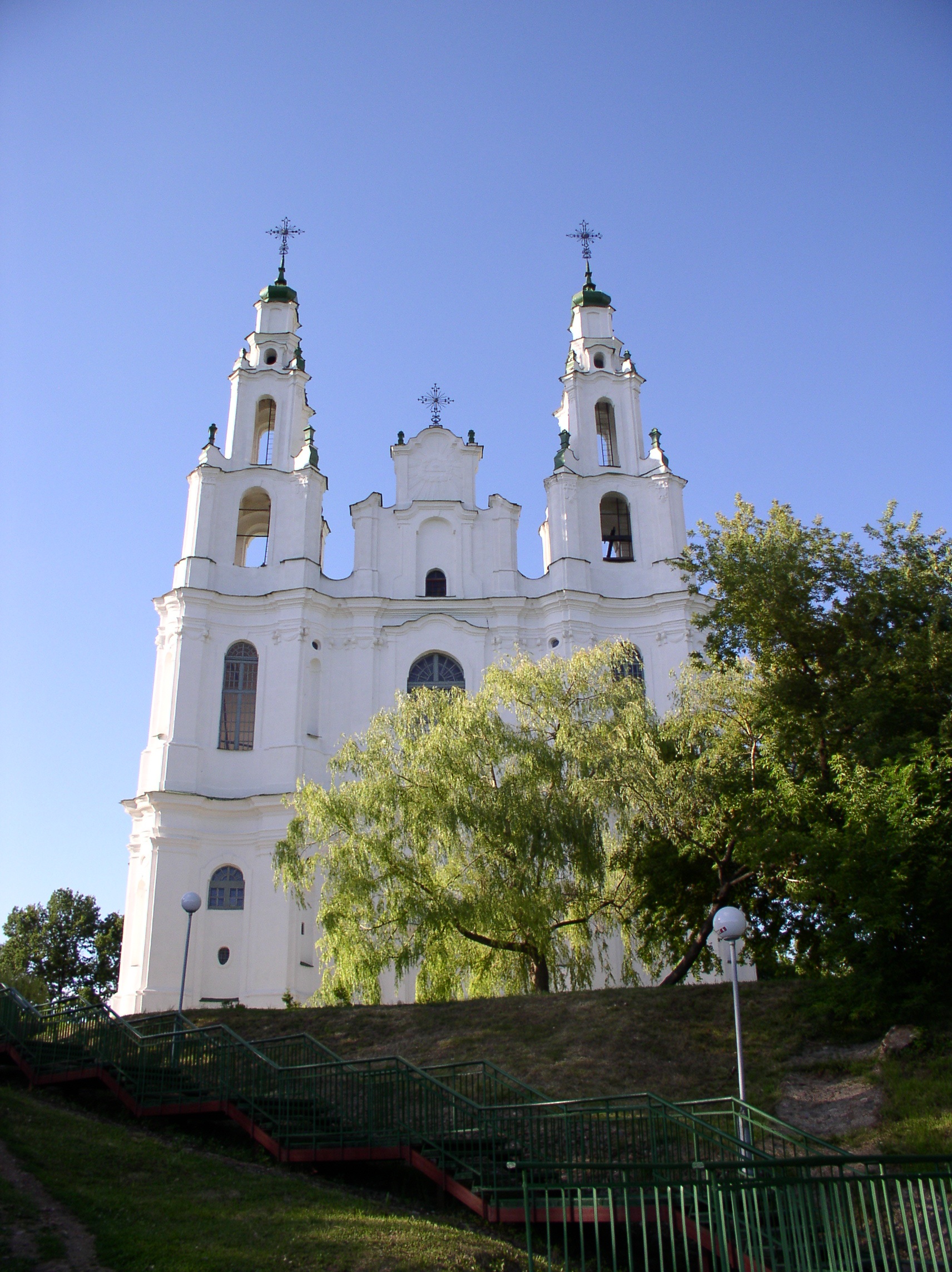
Katedrála sv. Sofie
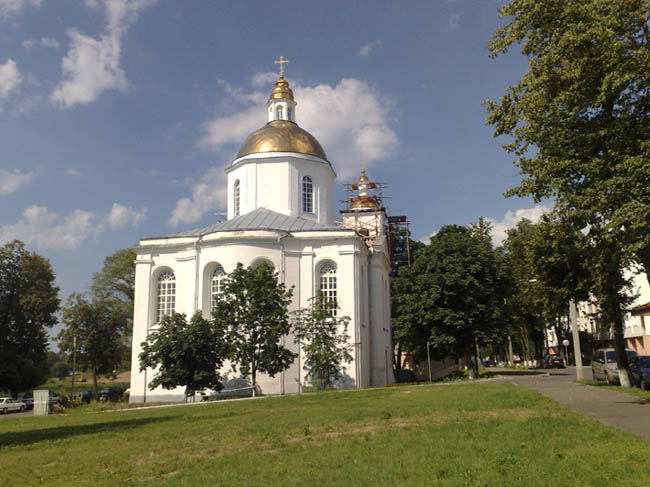
Bogojavlenský klášter
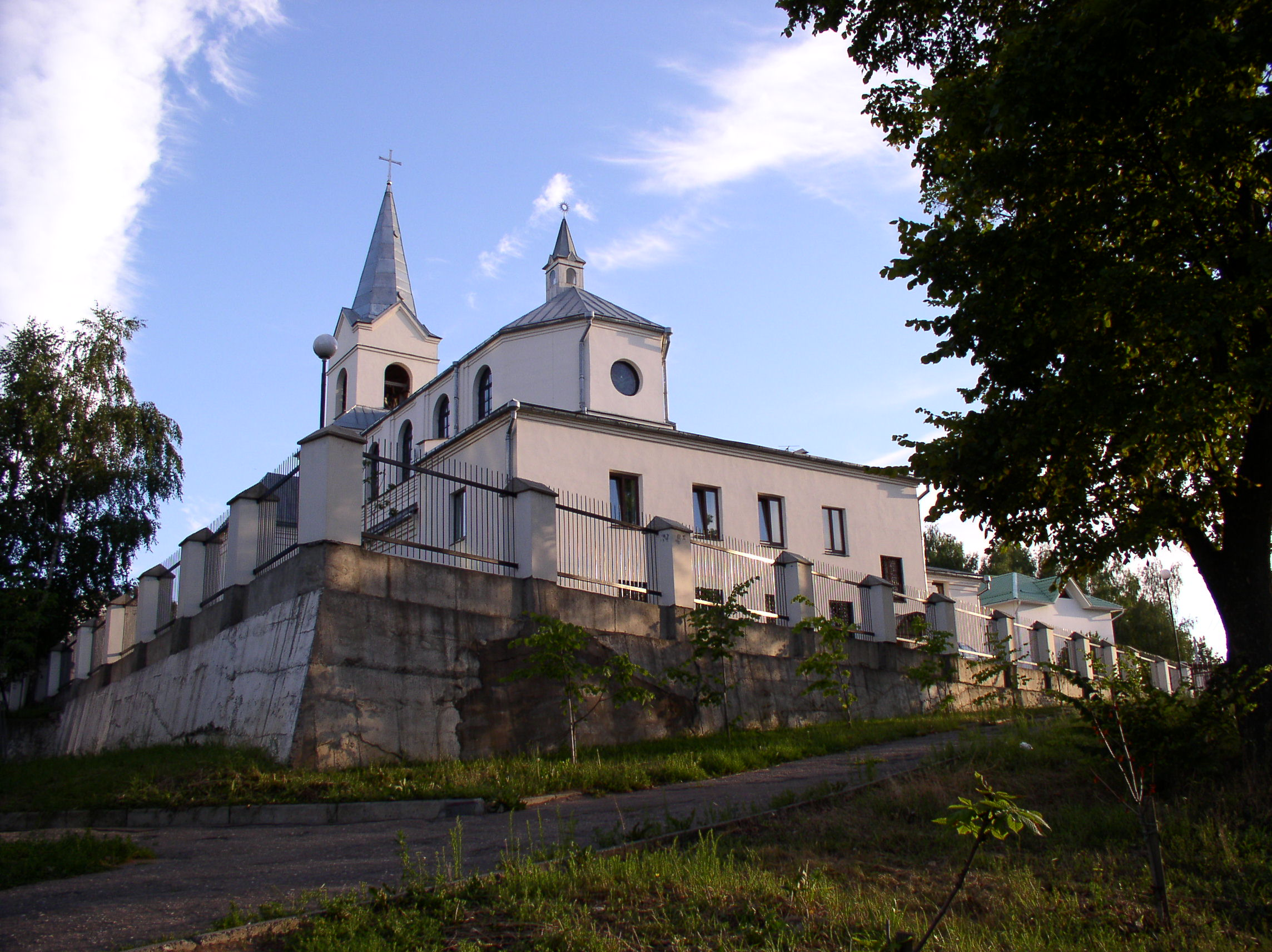
Kostel sv. Andreje Babola
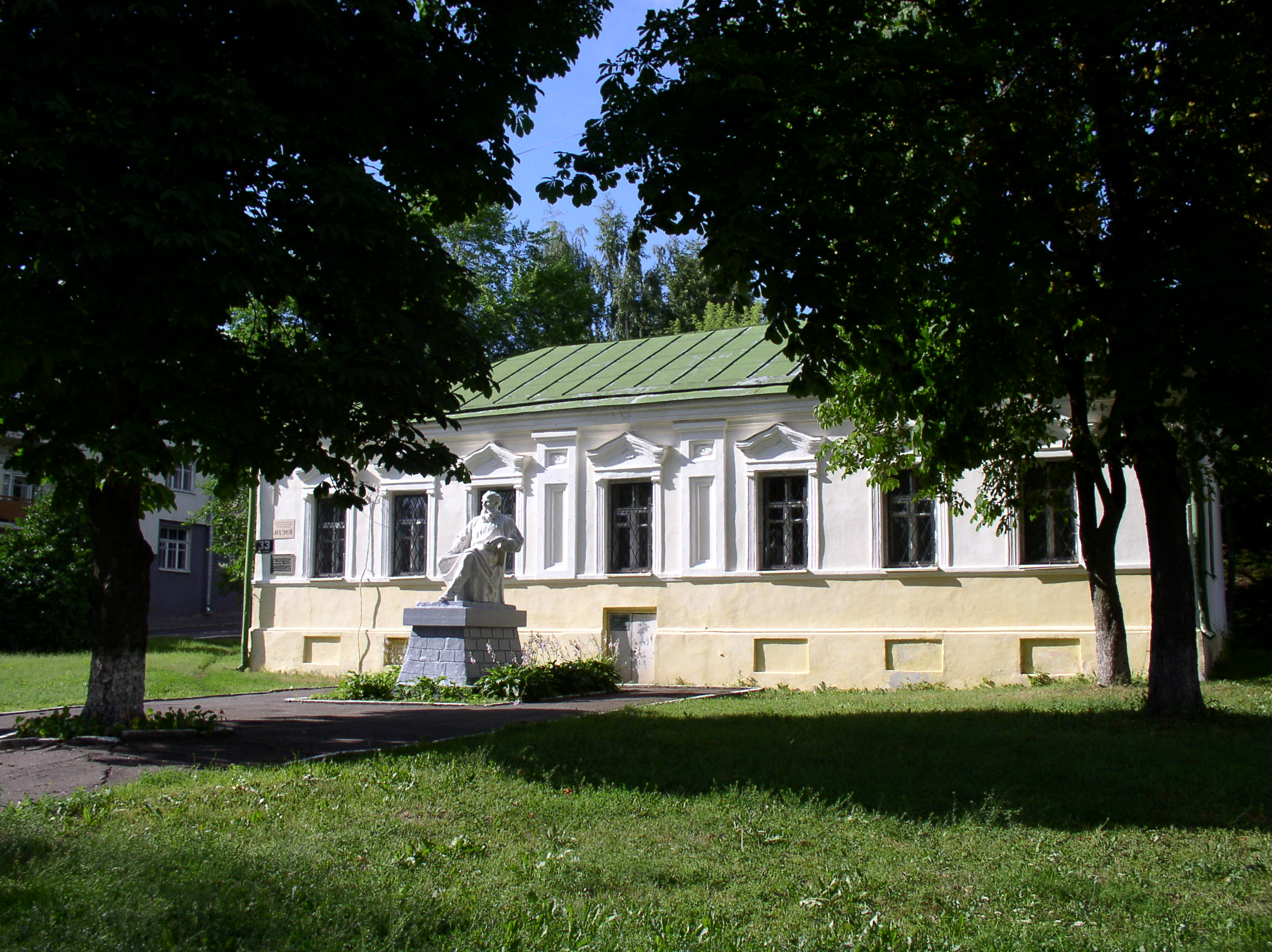
Dům Petra I.